# Арапи
Арапи (арм. Առափի) — село в Армении, в марзе Ширак. Находится на левом берегу реки Ахурян, в 1.5 километрах к западу от Гюмри.

## Галерея

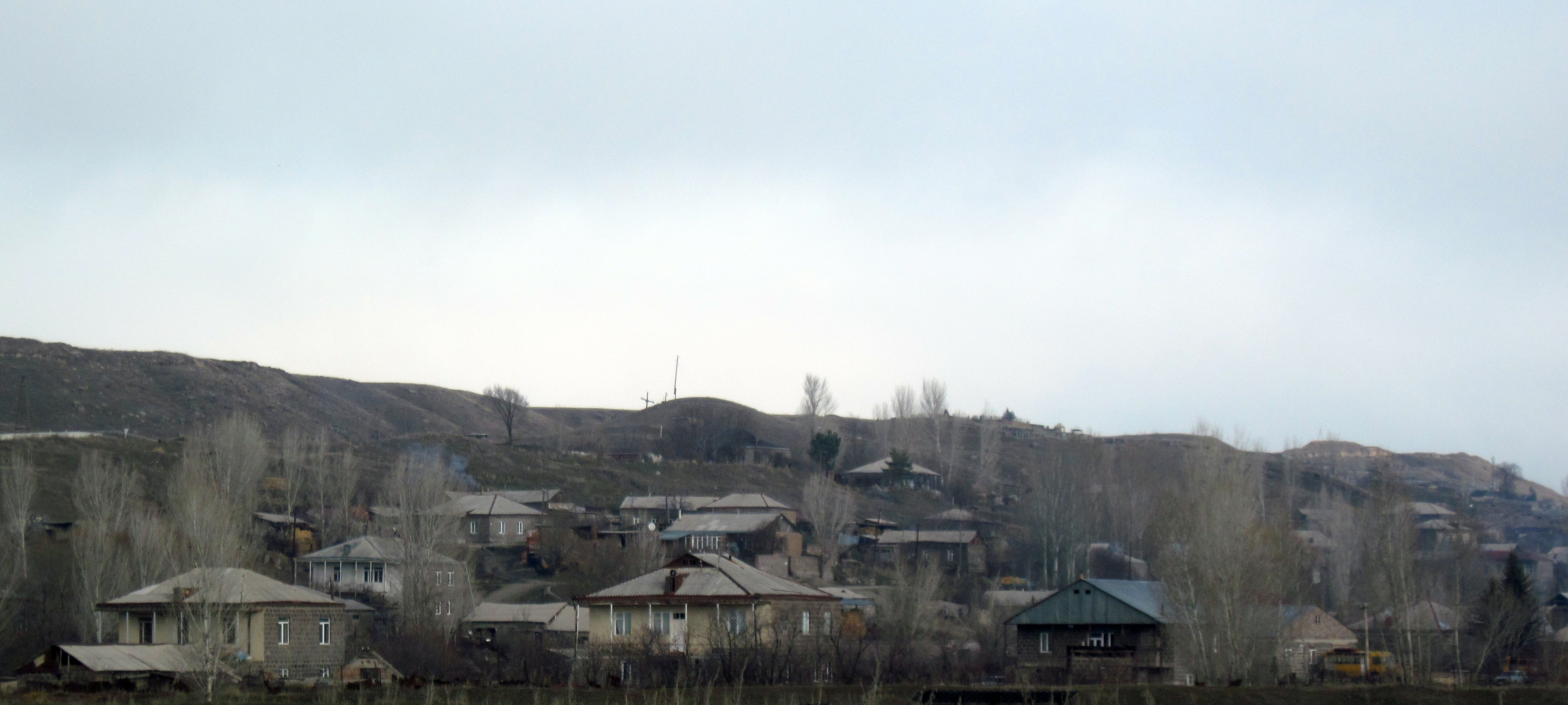
Вид на село Арапи от Чёрной крепости
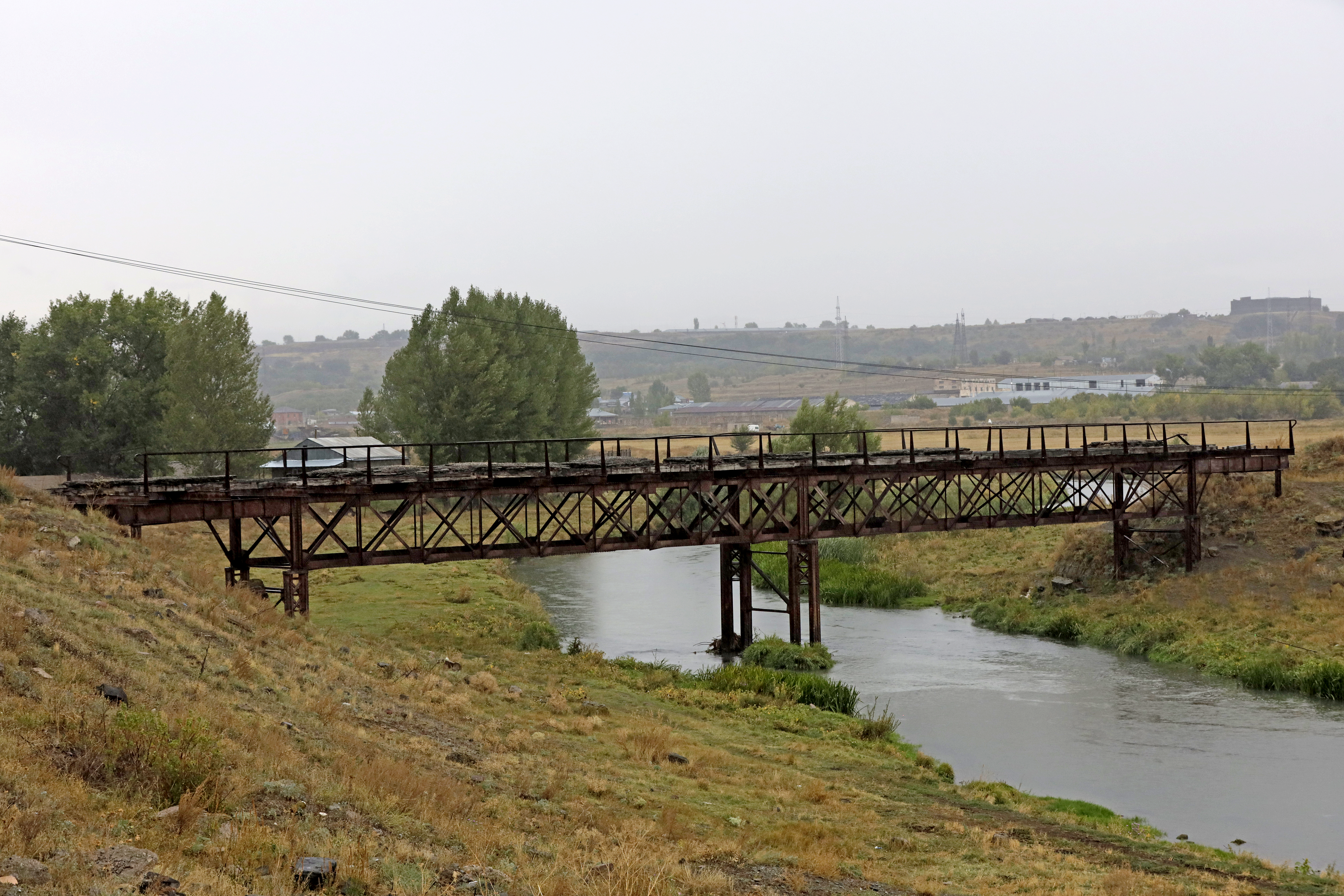
Мост, построенный для нужд Русской императорской армией перед Русско-турецкой войной (1877—1878)
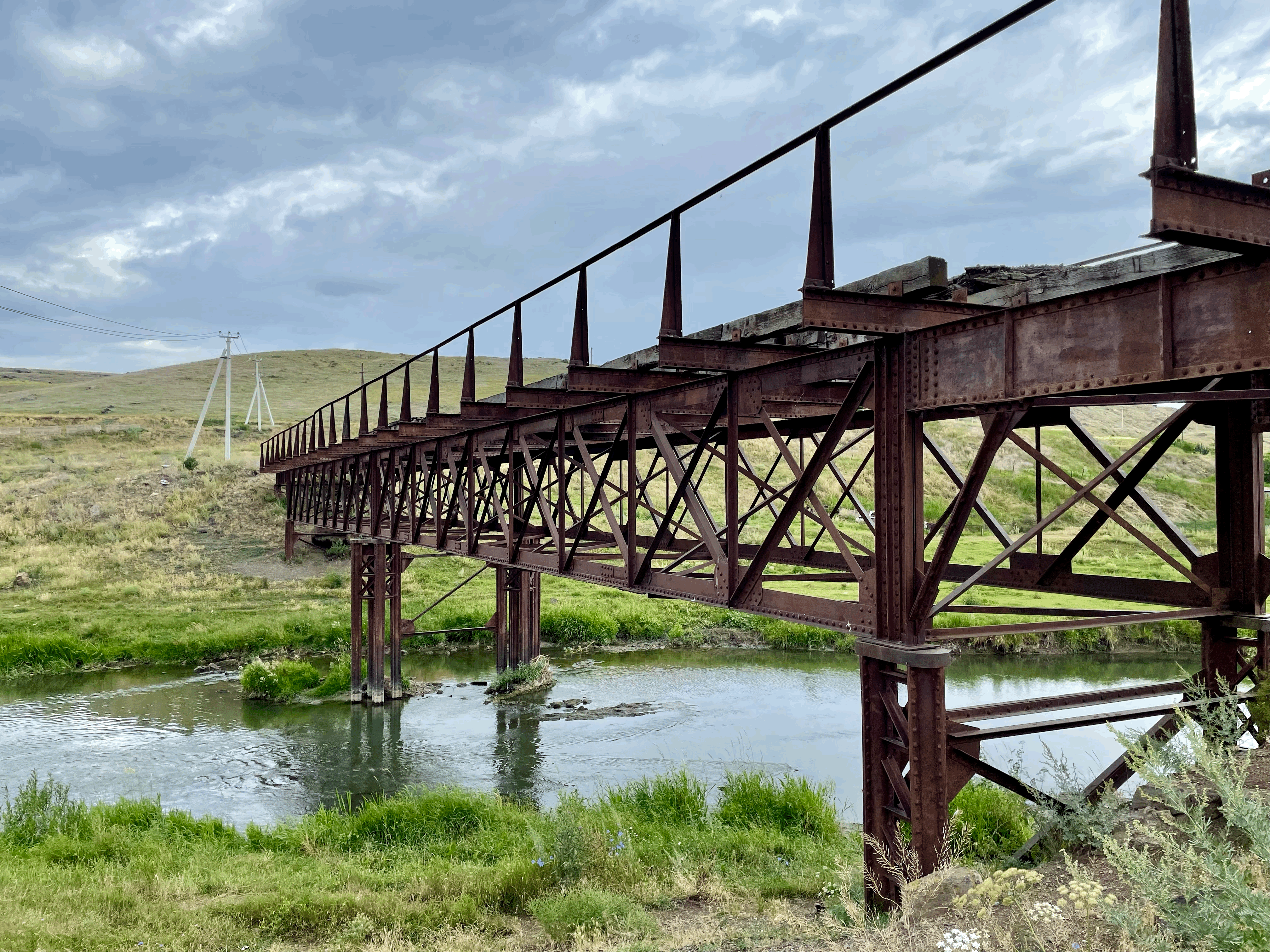

## Топографические карты
- Лист карты K-38-XXVI. Масштаб: 1 : 200 000. Указать дату выпуска/состояния местности.